# هنريك فرانز ألكسندر فون إغرز
هنريك فرانز ألكسندر فون إغرز (بالدنماركية: Henrik Frans Alexander von Eggers)‏ هو مستكشف وعالم نبات دنماركي، ولد في 4 ديسمبر 1844، وتوفي في 1903.